# Снайперська гвинтівка Чукавіна
Снайперська гвинтівка Чукавіна (СГЧ, рос. СВЧ) — напівавтоматична снайперська гвинтівка Концерну «Калашников».

## Загальні відомості
Гвинтівка СГЧ сконструйована на базі гвинтівки СВК-2016. Вперше була представлена у 2017 році на військово-технічному форумі «Армія».
Розробники цієї зброї повідомили, що снайперська гвинтівка розроблена за так званою гардинною схемою: її внутрішні механізми умовно розділені на верхню і нижню частини. Верхня частина виконана з міцного металу та приймає на себе все навантаження при стрільбі. На неї жорстко встановлено ствол гвинтівки. Це дозволяє зробити нижню частину максимально легкою, оскільки вона не буде схильна до вібрацій, а встановлені на ній елементи можуть бути виготовлені з полегшених полімерних матеріалів. Подібна конструкція істотно відрізняється від компонування СВД або АКМ, де основні елементи конструкції встановлені знизу, що обмежує конструкторів у використанні легких матеріалів.
Ця зброя призначена для ураження живої сили противника на малих та середніх дистанціях в умовах загальновійськового бою. Малі габарити дозволяють снайперу обійтися без додаткової зброї, що підвищує мобільність. У разі потреби можна використовувати СГЧ і у ближньому бою.
Є телескопічний приклад із регулюванням «щоки». На планку Пікатінні по всій довжині ствольної коробки можна встановити будь-яке навісне обладнання.
Особливістю гвинтівки є те, що приклад, ствольна коробка та ствол знаходяться на одній лінії, що зменшує підкидання зброї.
СГЧ розроблялася з урахуванням побажань снайперів спеціальних підрозділів ЗС РФ, ФСБ РФ та інших силових структур РФ.
На лютий 2021 року снайперська гвинтівка Чукавіна проходила цикл державних випробувань, які закінчили 5 жовтня того ж року.
У листопаді 2022 року ухвалено рішення розпочати закупівлю гвинтівок для потреб армії. Укладено контракт на першу партію.

### Модифікації
СГЧ може виготовлятися в трьох модифікаціях залежно від типу патрона, що застосовується:
- базова модель має ідентичний магазин СВД під патрон 7,62 × 54 мм R. Його ємність складає 10 патронів. Є магазини збільшеної ємності — на 15 чи 20 патронів.
- модифікація СГЧ-308 під патрон 7,62х51 мм, який є найпопулярнішим у світі гвинтівочним боєприпасом. Під цей патрон буде інший приймач магазина. Місткість магазина — як у російського.
- модифікація під патрон .338 Lapua Magnum. Ствольна коробка буде більшого розміру, і довший ствол і інше дульне гальмо. Затворна група цієї моделі також змінена під патрон. Загальна довжина цієї модифікації більша і становить 1015 мм[4].